# Saint-Léon (Górna Garonna)
Saint-Léon – miejscowość i gmina we Francji, w regionie Oksytania, w departamencie Górna Garonna.
Według danych na rok 1990 gminę zamieszkiwało 609 osób, a gęstość zaludnienia wynosiła 25 osób/km² (wśród 3020 gmin regionu Midi-Pireneje Saint-Léon plasuje się na 515. miejscu pod względem liczby ludności, natomiast pod względem powierzchni na miejscu 433.).